# لويز إليزابيث الفرنسية
لويز إليزابيث من فرنسا (بالفرنسية: Élisabeth de France)‏ (14 أغسطس 1727 - 6 ديسمبر 1759) هي الابنة لويس الخامس ملك فرنسا وماريا ليزينسكا من بولندا، كانت أخت التوأم الأميرة هنرييت، تزوجت من فيليب، دوق بارما ابن فيليب الخامس ملك إسبانيا وزوجته الثانية إليزابيث من بارما.